# Carl-Oskar Morgården
Carl-Oskar Morgården, född 2 augusti 1980, är en svensk brottmålsadvokat som driver egen advokatbyrå. Han är specialiserad på brottmål. Han är även känd som medverkande i SVT-serien Advokater samt som expert i tv-programmet Brottscentralen.

## Biografi
Morgården avlade juristexamen (LL.M) vid Uppsala universitet 2007. Han läste även masterkurser i juridik vid Université Montpellier 1 i Frankrike. Under 2007 arbetade han som trainee vid Europaparlamentet i Bryssel. Han började sedan arbeta som affärsjurist vid Advokatfirman Vinge åren 2007–2008. I november 2008 började han istället arbeta som biträdande jurist vid Advokatfirman Glimstedt i Falun, där han sedan också blev advokat och delägare åren 2012–2017. Han är advokat och ledamot av Sveriges Advokatsamfund sedan 2011. Åren 2017–2019 var han advokat vid Försvarsadvokaterna Stockholm. År 2019 grundade han den egna advokatbyrån Advokatfirman Morgården.
Morgården har röstats fram till den tredje mest populära brottmålsadvokaten bland andra advokater och biträdande jurister.